# Чо Кюхьон
Чо Кюхьон (кор. 조규현; нар. 3 лютого 1988, Сеул, Південна Корея) — південнокорейський співак та актор. Він учасник гурту Super Junior та під гуртів Super Junior-M and Super Junior-K.R.Y., колишній учасник гурту S.M. The Ballad. Він перший корейський артист, який зображений на китайських поштових марках.

## Раннє життя
Кюхьон народився у Сеулі. У нього є старша сестра — Чо Ара. Батько Кюхьона власник однієї із шкіл. Мати артиста також керує академією мистецтв та гостьовим домом «MOM House». Якби Кюхьон не став співаком, він би працював адвокатом. Про ці плани було забуто, щойно Кюхьон приєднався до гурту у старшій школі. Його батько був проти синової мрії, але дозволив йому співати, якщо той поступить в університет. Кюхьон закінчив університет Кьонхі, по спеціалізації пост модернова музика. У 2013 році він здобув звання бакалавра, а зараз продовжує навчання на магістратурі. Кюхьон посів третє місце у конкурсі Chin Chin Singing Competition у 2005 році.

## Кар'єра

### 2006—2009: Дебют з гуртом Super Junior та під гурти
Офіційно дебют Кюхьона, як тринадцятого учасника гурту Super Junior (раніше «Super Junior 05»), відбувся у травні 2006 року. У березні 2006 року SM Entertainment почало відбір для нового складу вищезгаданого гурту, але плани змінились і гурт залишили у тому ж складі. Після приєднання Кюхьона, гурт змінив назву на Super Junior.
Вперше, разом з гуртом, Кюхьон виступив 27 травня 2006 року на концерті «I-Concert» телеканалу SBS. Гурт презентував свій новий синґл «U». Реліз даного синґлу відбувся 7 червня 2006 року, і залишався найпопулярнішим до прем'єри синґлу «Sorry, Sorry» у травні 2009 року.

## Особисте життя

### Автомобільна аварія, квітень 2007
19 квітня 2007 року, Кюхьон разом з учасниками гурту Super Junior, Ітиком, Шіндоном, Инхьоком та двома менеджерами потрапили у автомобільну аварію. Кюхьон, який сидів позаду водія, отримав найбільшої шкоди.
Прогнози лікарів були невтішні, операція на шию артиста могла пошкодити його голос. Батько Кюхьона відмовився від операції, мовляв втрата голосу для сина страшніша смерті, і попросив лікарів знайти інший спосіб врятувати його сина. Артист пробув у комі чотири дня.
Кьохьона виписали з лікарні 5 липня 2007 року.

## Дискографія
- One Voice (2017)

## Фільмографія

### Веб-драма
| Дата | Назва                                    | Роль       | Мережа        | Примітки     |
| ---- | ---------------------------------------- | ---------- | ------------- | ------------ |
| 2016 | Bongsun, The Woman Who Dies If She Loves | Кім Чжусан | Naver TV Cast | Головна роль |

### Фільми
| Дата | Назва                                                    | Роль    |
| ---- | -------------------------------------------------------- | ------- |
| 2010 | Super Show 3 3D                                          | Він сам |
| 2012 | I AM. — SM Town Live World Tour in Madison Square Garden | Він сам |
| 2013 | Super Show 4 3D                                          | Він сам |
| 2015 | SM Town The Stage                                        | Він сам |

### ТВ шоу
| Рік       | Назва                              | Мережа               | Примітки                              |
| --------- | ---------------------------------- | -------------------- | ------------------------------------- |
| 2011      | Immortal Songs: Singing The Legend | KBS                  | Епізоди 10-15 (Гість)                 |
| 2011–досі | Radio Star                         | MBC                  | Ведучий                               |
| 2012      | We Got Married                     | Shanghai Media Group | Китайська версія (Спеціальний епізод) |
| 2013      | Mamma Mia                          | KBS                  | Ведучий                               |
| 2013      | Weekly Idol                        | MBC Every1           | Епізод 116 (Гість з Генрі Лоу)        |
| 2014      | «Людина, що біжить»                | SBS                  | Епізод 221                            |
| 2015      | Fluttering India                   | KBS                  | Епізод 1-5 (Ведучий)                  |
| 2015      | «Людина, що біжить»                | SBS                  | Епізод 265                            |
| 2015      | King of Mask Singer                | MBC                  | Епізод 29-30                          |
| 2015      | You Hee-yeol's Sketchbook          | KBS                  | Епізод 294 (Гість)                    |
| 2016      | Two Yoo Project Sugar Man          | JTBC                 | Епізод 21                             |
| 2016      | Problematic Men                    | tvN                  | Епізод 54 (Гість)                     |

### Театр (Мюзикли)
| Рік             | Назва                     | Роль               | Примітки           |
| --------------- | ------------------------- | ------------------ | ------------------ |
| 2010–2011, 2013 | Три Мушкетери             | Дартатьян          | Головна роль       |
| 2012, 2013      | Спіймай мене, якщо зможеш | Frank Abagnale Jr. | Головна роль       |
| 2014            | Moon Embracing the Sun    | King Lee Hwon      | Головна роль       |
| 2014            | Співаючі під дощем        | Дон Локвуд         | Головна роль       |
| 2014            | The Days                  | Mooyeong           | Друга головна роль |
| 2015            | Робінг Гуд                | Принцип Філіп      | Друга головна роль |
| 2015            | Werther                   | Werther            | Головна роль       |
| 2016            | Моцарт                    | Моцарт             | Головна роль       |

## Музичні тури та концерти
У даному розділі вказані сольні тури та концерти артиста.

### Особливі концерти
- The Agit: Kyuhyun And It's Fall Again (2015)

### Концерти
- Super Junior Kyuhyun Japan Tour: Knick Knack (2016)